# لويز تشيلس
لويز تشيلس (بالإنجليزية: Lois Chiles)‏ هي عارضة وممثلة أمريكية، ولدت في 15 أبريل 1947 بهيوستن في الولايات المتحدة.

## أعمال

### أفلام
- (1973) الطريق الذي كنا عليه[4]
- (1974) غاتسبي العظيم
- (1978) جريمة على نهر النيل
- (1979) حاصد القمر[5]
- (1987) أخبار الإذاعة[6]
- (1997)  رجل الغموض الدولي[7][8]
- (1997)  تحكم أوتوماتيكي للسرعة[9]

## وصلات خارجية
- لويز تشيلس على موقع IMDb (الإنجليزية)
- لويز تشيلس على موقع قاعدة بيانات الأفلام العربية
- لويز تشيلس على موقع ألو سيني (الفرنسية)
- لويز تشيلس على موقع ميوزك برينز (الإنجليزية)
- لويز تشيلس على موقع تيرنر كلاسيك موفيز (الإنجليزية)
- لويز تشيلس على موقع أول موفي (الإنجليزية)
- لويز تشيلس على موقع قاعدة بيانات الأفلام السويدية (السويدية)
- لويز تشيلس على موقع إن إن دي بي (الإنجليزية)
- لويز تشيلس على موقع قاعدة بيانات الفيلم (الإنجليزية)
- لويز تشيلس على موقع كينوبويسك (الروسية)